# AMVER

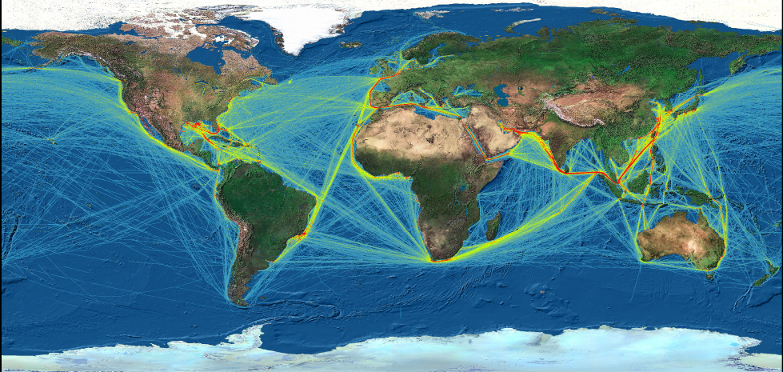
Densiteit van AMVER rapporten, juli 2011.

AMVER of Automated Mutual-Assistance Vessel Rescue System is een wereldwijd vrijwillig rapporteringssysteem, dat wordt onderhouden door de Amerikaanse kustwacht. Het systeem wordt gebruikt bij search and rescue-operaties om schepen in de omgeving die mogelijkerwijs een hulp kunnen zijn bij de reddingsoperatie snel te kunnen vinden. De deelname aan het AMVER systeem brengt geen extra verplichting met zich mee die niet al bestaan onder de internationale wetgeving. 

## Types van AMVER-rapporten
- Sailing Plan – bevat de complete, geplande, route. Dit bericht moet enkele uren voor vertrek tot enkele uren na vertrek verzonden worden.
- Position Report – moet 24 uur na vertrek verzonden worden en minstens eens per 48 uur. De bestemming van het schip dient eveneens vermeld te worden.
- Deviation Report – dient verzonden te worden eens de route zodanig gewijzigd is dat AMVER de scheepspositie niet meer zou kunnen voorspellen. Wijzigingen van koers, snelheid, bestemming of andere afwijkingen van het originele plan dienen zo snel mogelijk gerapporteerd te worden.
- Arrival Report – moet verzonden worden bij aankomst.